# Mormodes calceolata
Mormodes calceolata är en orkidéart som beskrevs av Jack Archie Fowlie. Mormodes calceolata ingår i släktet Mormodes och familjen orkidéer. Inga underarter finns listade i Catalogue of Life.